# Gaya
Gáya (гая, гея) — род цветковых растений, включённый в трибу Мальвовые (Malveae) семейства Мальвовые (Malvaceae).

## Название
Карл Кунт в 1822 году назвал род Gaya в честь французского ботаника Жака Ге (1786—1864). Также под этим названием описывались два других рода — Gaya Gaudin и Gaya Spreng.. Первый из них включён в синонимику рода Pachypleurum Ledeb., второй — гомотипный синоним закреплённого названия Seringia J.Gay.

## Ботаническое описание
В род входят многолетние травянистые растения и небольшие кустарники. Все части растений опушены, чем этот род близок к Sida. Листья цельные, с сердцевидной пластинкой, на черешках. Цветки одиночные или собранные на концах побегов в кистевидные соцветия, венчик у многих видов окрашен в жёлтые тона. Прицветники отсутствуют. Плодолистики плёнчатые, сросшиеся, двудольные.

## Ареал
Представители рода Gaya широко распространены в Южной Америке. Один вид заходит на север в Центральную Америку.

## Таксономия
|  |                                      |  |                                                         |                                                         |                     |  | ещё 9 семейств (согласно Системе APG III) |                     |                     |                   |
|  |                                      |  |                                                         |                                                         |                     |  |                                           |                     |                     | около 20—40 видов |
|  |                                      |  |                                                         | порядок Мальвоцветные                                   |                     |  |                                           |                     | род Gaya            |                   |
|  |                                      |  |                                                         | порядок Мальвоцветные                                   |                     |  |                                           |                     | род Gaya            |                   |
|  | отдел Цветковые, или Покрытосеменные |  |                                                         |                                                         | семейство Мальвовые |  |                                           |                     |                     |                   |
|  | отдел Цветковые, или Покрытосеменные |  |                                                         |                                                         |                     |  |                                           |                     |                     |                   |
|  |                                      |  | ещё 58 порядков цветковых растений (по Системе APG III) | ещё 58 порядков цветковых растений (по Системе APG III) |                     |  |                                           | ещё около 200 родов | ещё около 200 родов |                   |
|  |                                      |  |                                                         | ещё 58 порядков цветковых растений (по Системе APG III) |                     |  |                                           |                     | ещё около 200 родов |                   |

### Синонимы
- Philippimalva Kuntze, 1891, nom. superfl.
- Tetraptera Phil., 1870

### Виды
Типовой вид рода, Gaya hermannioides, иногда включается в синонимику Gaya calyptrata.
- Gaya albiflora Krapov., 1996
- Gaya atiquipana Krapov., 1996
- Gaya aurea A.St.-Hil., 1827
- Gaya bordasii Krapov., 1996
- Gaya calyptrata (Cav.) Kunth, 1822
- Gaya cardenasii Krapov., 2006
- Gaya cruziana Krapov., 1996
- Gaya dentata Krapov., 1996
- Gaya domingensis Urb., 1912
- Gaya endacantha Hochr., 1920
- Gaya gaudichaudiana A.St.-Hil., 1827
- Gaya gracilipes K.Schum., 1891
- Gaya grandiflora Baker f., 1892
- Gaya guerkeana K.Schum., 1891
- Gaya hermannioides Kunth, 1822
- Gaya ibitipocana Krapov., 2008
- Gaya macrantha Barb.Rodr., 1907
- Gaya matutina Krapov., 1996
- Gaya meridensis Krapov., 1996
- Gaya meridionalis Hassl., 1917
- Gaya minutiflora Rose, 1895
- Gaya mollendoensis Krapov., 1996
- Gaya monosperma (K.Schum.) Krapov., 1985
- Gaya mutisiana Krapov., 1996
- Gaya nutans (L'Hér.) Sweet, 1830
- Gaya occidentalis (L.) Sweet, 1830
- Gaya parviflora (Phil.) Krapov., 1996
- Gaya peruviana Ulbr., 1932
- Gaya pilocarpa Krapov., 2006
- Gaya pilosa K.Schum., 1891
- Gaya purpurea Krapov., 2006
- Gaya rubricaulis Rusby, 1920
- Gaya scopulorum Krapov., 1996
- Gaya tarijensis R.E.Fr., 1906
- Gaya triflora Hochr., 1917
- Gaya weberbaueri Ulbr., 1932
- Gaya woodii Krapov., 2006